# Oswald Durand

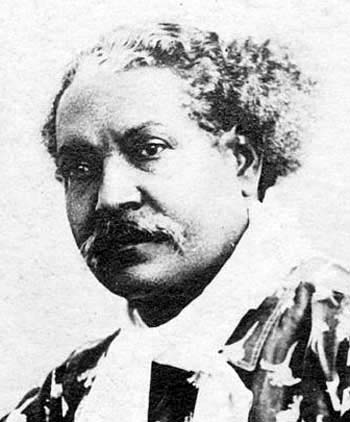
Retrato del poeta Oswald Durand [1840-1906].

Oswald Durand (Cabo Haitiano, 17 de septiembre de 1840 - Puerto Príncipe, 22 de abril de 1906) fue un poeta y político haitiano.

## Biografía
Influido por la literatura francesa, especialmente por Víctor Hugo y los poetas parnasianos, fue uno de los principales representantes de la lírica haitiana en la segunda mitad del siglo XIX. Dicen que es "a Haití lo que Shakespeare es a Inglaterra y Dante a Italia".
Entre sus obras más famosas destaca Choucoune, un poema lírico que elogia la belleza de una mujer haitiana, y en Canto nacional, un poema lírico que llegó a ser tan popular como himno presidencial.
Durand trabajó como profesor antes de ser elegido al Congreso en 1885, un cargo para el que fue reelegido seis veces. Estuvo involucrado con varios periódicos, sirviendo como asesor, escritor y, en algunos casos, fundador.

## Trabajos seleccionados
- Rires et Pleurs - publicado en 1897
- Choucoune - publicado en 1883
- Chant National
- Ces Allemands - publicado el 14 de junio de 1872
- Pantoum Triste
- La Mort de nos Cocotiers